# Діер-Парк (Іллінойс)
Діер-Парк (англ. Deer Park) — селище (англ. village) в США, в окрузі Лейк штату Іллінойс. Населення — 3681 особа (2020).

## Географія
Діер-Парк розташований за координатами 42°9′59″ пн. ш. 88°5′10″ зх. д. / 42.16639° пн. ш. 88.08611° зх. д. (42.166284, -88.086180).  За даними Бюро перепису населення США в 2010 році селище мало площу 9,92 км², з яких 9,62 км² — суходіл та 0,30 км² — водойми.

## Демографія
Згідно з переписом 2010 року, у селищі мешкало 3200 осіб у 1097 домогосподарствах у складі 965 родин. Густота населення становила 323 особи/км².  Було 1140 помешкань (115/км²).
Расовий склад населення:
| - 92,9 % — білих - 4,3 % — азіатів - 0,9 % — чорних або афроамериканців |

До двох чи більше рас належало 1,3 %. Частка іспаномовних становила 3,4 % від усіх жителів.
За віковим діапазоном населення розподілялося таким чином: 26,9 % — особи молодші 18 років, 61,2 % — особи у віці 18—64 років, 11,9 % — особи у віці 65 років та старші. Медіана віку мешканця становила 45,7 року. На 100 осіб жіночої статі у селищі припадало 102,1 чоловіків;  на 100 жінок у віці від 18 років та старших — 99,5 чоловіків також старших 18 років.
Середній дохід на одне домашнє господарство  становив 188 450 доларів США (медіана — 155 952), а середній дохід на одну сім'ю — 197 956 доларів (медіана — 162 105). Медіана доходів становила 119 583 долари для чоловіків та 83 281 долар для жінок. За межею бідності перебувало 3,4 % осіб, у тому числі 6,2 % дітей у віці до 18 років та 0,0 % осіб у віці 65 років та старших.
Цивільне працевлаштоване населення становило 1605 осіб. Основні галузі зайнятості: освіта, охорона здоров'я та соціальна допомога — 17,9 %, науковці, спеціалісти, менеджери — 16,8 %, фінанси, страхування та нерухомість — 16,3 %.